# Монтур-Фоллс (Нью-Йорк)
Монтур-Фоллс (англ. Montour Falls) — селище (англ. village) в США, в окрузі Скайлер штату Нью-Йорк. Населення — 1635 осіб (2020).

## Географія
Монтур-Фоллс розташований за координатами 42°20′56″ пн. ш. 76°50′51″ зх. д. / 42.34889° пн. ш. 76.84750° зх. д. (42.348895, -76.847463).  За даними Бюро перепису населення США в 2010 році селище мало площу 7,85 км², з яких 7,79 км² — суходіл та 0,06 км² — водойми.

## Демографія
Згідно з переписом 2010 року, у селищі мешкало 1711 осіб у 733 домогосподарствах у складі 364 родин. Густота населення становила 218 осіб/км².  Було 817 помешкань (104/км²).
Расовий склад населення:
| - 97,0 % — білих - 0,9 % — чорних або афроамериканців - 0,1 % — корінних американців - 0,1 % — азіатів |

До двох чи більше рас належало 1,5 %. Частка іспаномовних становила 1,4 % від усіх жителів.
За віковим діапазоном населення розподілялося таким чином: 18,0 % — особи молодші 18 років, 53,8 % — особи у віці 18—64 років, 28,2 % — особи у віці 65 років та старші. Медіана віку мешканця становила 48,8 року. На 100 осіб жіночої статі у селищі припадало 81,6 чоловіків;  на 100 жінок у віці від 18 років та старших — 79,2 чоловіків також старших 18 років.
Середній дохід на одне домашнє господарство  становив 42 480 доларів США (медіана — 32 702), а середній дохід на одну сім'ю — 53 718 доларів (медіана — 40 500). Медіана доходів становила 44 583 долари для чоловіків та 31 917 доларів для жінок. За межею бідності перебувало 24,9 % осіб, у тому числі 30,8 % дітей у віці до 18 років та 14,0 % осіб у віці 65 років та старших.
Цивільне працевлаштоване населення становило 598 осіб. Основні галузі зайнятості: освіта, охорона здоров'я та соціальна допомога — 37,1 %, виробництво — 11,9 %, роздрібна торгівля — 11,5 %.